# 1743 în literatură
Anul 1743 în literatură a implicat o serie de evenimente și cărți noi semnificative.  

## Cărți noi
- William Rufus Chetwood - The Twins
- Henry Fielding - The Life of Jonathan Wild the Great în Miscellanies, cu A Journey from This World to the Next
- Philip Francis - The Odes, Epodes, and Carmen Seculare of Horace
- Aaron Hill - The Fanciad

## Teatru
- William Shakespeare (ed. Thomas Hamner) - The Works of Shakespear